# Jurij Sadowienko
Jurij Eudardowicz Sadowienko, ros. Юрий Эдуардович Садовенко (ur. 11 września 1969 w Żytomierzu) – rosyjski polityk, zastępca ministra – kierownik Urzędu Ministra Obrony Federacji Rosyjskiej, generał pułkownik.

## Życiorys
W 1990 ukończył Riazańską Wyższą Szkołę Dowódczą Wojsk Powietrznodesantowych im. Leninowskiego Komsomołu, a w 2008 — Rosyjską Akademię Służby Państwowej przy Prezydencie Federacji Rosyjskiej. Od 1990 do 1994 pełnił służbę w Siłach Zbrojnych Federacji Rosyjskiej na stanowiskach dowódczych; uczestniczył w działaniach bojowych.
W latach 1994–2002 pełnił służbę w formacjach Ministerstwa Obrony Cywilnej, Sytuacji Nadzwyczajnych i Likwidacji Skutków Klęsk Żywiołowych Federacji Rosyjskiej, wielokrotnie brał udział w operacjach humanitarnych i ratunkowych wszystkich stopni, tak w Rosji, jak i za granicą. Od 2002 do 2007 był zastępcą ministra Federacji Rosyjskiej do spraw Obrony Cywilnej, Sytuacji Nadzwyczajnych i Likwidacji Skutków Klęsk Żywiołowych. Od 2007 był kierownikiem Urzędu Ministra Federacji Rosyjskiej do spraw Obrony Cywilnej, Sytuacji Nadzwyczajnych i Likwidacji Skutków Klęsk Żywiołowych.
Od maja do listopada 2012 był kierownikiem administracji Gubernatora Obwodu Moskiewskiego.
Dekretem Prezydenta Federacji Rosyjskiej z 7 stycznia 2013 został wyznaczony zastępcą Ministra Obrony Federacji Rosyjskiej – kierownikiem Urzędu Ministra Obrony Federacji Rosyjskiej.

## Ordery i odznaczenia[1]
- Order Honoru;
- Medal Orderu „Za zasługi dla Ojczyzny” II klasy;
- Medal Suworowa;
- Podziękowanie Najwyższego Głównodowodzącego.